# Corpus striatum

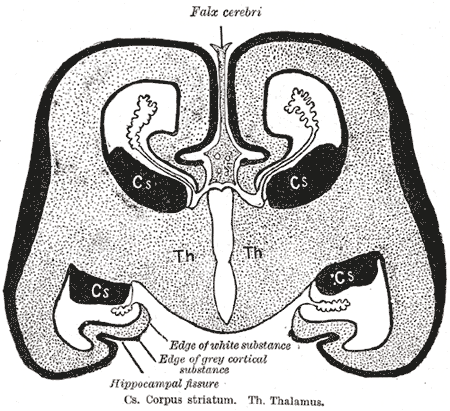
Bild av hjärnan som visar relationer i neocortex. Cs. Corpus striatum. Th. Talamus.

Corpus striatum är en sammansatt struktur som består av striatum och globus pallidus. Det är ett kärnsystem som ligger nära talamus och dess uppgift är att kontrollera ofrivilliga rörelser.

## Definitioner
Termen har använts på flera olika sätt:
- Det uttrycks ibland som en annan term för de basala ganglierna.[3]
- Det kan även referera till de basala ganglierna och capsula interna tillsammans.[4]

- Enligt 1917 års utgåva av Gray's Anatomy, är det en kombination av nucleus lentiformis och svanskärnan.

- Enligt BrainInfo är det en del av de basala ganglierna bestående av globus pallidus och striatum.[5]

## Utseende
Från lateral till medial består corpus striatum till av den externa kapseln (vit hjärnsubstans), nucleus lentiformis (linsformade kärnan) (grå hjärnsubstans), den interna kapseln (vit hjärnsubstans) och nucleus caudatus (svanskärnan) (grå hjärnsubstans). Den alternerande vita och gråa hjärnsubstansen ger den ett räfflat utseende.